# أندي إس. ماك إيوان
أندي إس. ماك إيوان (بالإنجليزية: Andy S. McEwan)‏ هو كاتب سيناريو بريطاني، ولد في 31 يناير 1985 في East Kilbride ‏ في المملكة المتحدة.

## وصلات خارجية
- أندي إس. ماك إيوان على موقع IMDb (الإنجليزية)